# Mascabroni
Mascabroni è l'appellativo gergale con cui divenne celebre una piccola formazione combattente di Alpini, durante la Grande Guerra.

## Il Reparto
I Mascabroni erano Alpini di un Reparto Speciale che operò sulle creste di Cima Undici, Gruppo del Popéra, nelle Dolomiti orientali, tra il 1915 e il 1916, con il compito di raggiungere posti avanzati, attrezzare le creste e i canaloni per ricavare posti di osservazione e infine effettuare l'assalto di sorpresa alle postazioni nemiche del Passo della Sentinella.
Per questi motivi il Reparto venne formato con esperti rocciatori provenienti dal Battaglione Fenestrelle e dal Battaglione Pieve di Cadore, scelti tra i più atletici e determinati.
Fu loro Comandante il Capitano Giovanni Sala (Borca di Cadore, 12 novembre 1883 - Merano, 17 luglio 1965) a denominarli "Mascabroni", utilizzando un termine gergale degli Alpini traducibile con il significato di spavaldi e strafottenti.

## L'assalto al Passo della Sentinella
Nel febbraio 1916, sul fronte dolomitico, ebbe inizio un'operazione militare delle truppe italiane, volta all'eliminazione di alcuni punti d'osservazione che guidavano il tiro dell'artiglieria austriaca, in particolare della dominante postazione della Croda Rossa.
Il cammino di avvicinamento alle postazioni nemiche, durato alcune settimane, fu reso possibile dalle "vie alpine" tracciate dall'irredentista trentino Italo Lunelli, che guidava una truppa particolarmente esperta di Alpini rocciatori. La spedizione culminò con un assalto combinato e a sorpresa che portò a conquistare il Passo della Sentinella, il 16 aprile 1916; un'azione divenuta leggendaria nell'immaginario popolare dell'epoca.
Nei fatti, i "Mascabroni" al comando del capitano Giovanni Sala, appostati a Cima Undici, si divisero in due gruppi e discesero per canaloni scarsamente sorvegliati, perché giudicati "impraticabili e suicidi" dal comando austriaco, cogliendo di sorpresa il presidio nemico, che fu quasi completamente fatto prigioniero, e tagliando le loro linee di comunicazione. L'operazione, costata solo 5 feriti, fu talmente silenziosa e ben riuscita che venne scoperta con tre ore di ritardo dagli austriaci, quando ormai il consolidamento delle postazioni italiane rendeva inutile il loro contrattacco.
Elenco dei Mascabroni scesi sul passo della Sentinella:
I Gruppo, sten. De Poi Mario
1ª Squadra: c.le magg. Stragà Beniamino; c.le De Villa Giovanni; alpini Canciani Angelo, Lorenzin Evaristo, Zornio Domenico, Dal Canton Giovanni, Belletti Giovanni detto Ciccon. 
2ª Squadra: c.le Da Col Fedele; alpini Romagnoli Domenico, Passuello Adriano, De Marco Amedeo, Olivier Domenico, Moglia Luigi, Marangon Leone. 
3ª Squadra: c.le Coutandin Giovanni; alpini Bertero Giobatta, Lantelme Enrico, Alloero Michele, Arri Domenico, Usseglio Remigio.
II Gruppo, sten. Jannetta Enrico
1ª Squadra: c.le magg. Bertagnin Valentino; alpini De Luca Cristiano, Prever Michele, De Lorenzo Luigi, Da Re Felice. 
2ª Squadra: alpini Davià Aurelio, Grandelis Silvio, Mazzorana Giovanni, Marta Angelo, De Mario Luigi, De Zolt Galdino, Piol Ruggero, Chiaradia Domenico.

## Bivacco ai Mascabroni
Nel 1967, tra giugno e ottobre, venne realizzato un bivacco, fondazione Berti, poi posato sulla Mensola di Cima Undici dedicato proprio ai Mascabroni. La struttura è stata posta a 2932 metri s.l.m. dove, durante la guerra, sorgeva la baracca dei Mascabroni. 
L'accesso al bivacco è esclusivamente alpinistico, e comprende la scalata della Parete de Zolt e l'attraversamento della Cresta Zsigmondy (2998 mt).
Il Bivacco ai Mascabroni ha ottenuto spesso l'appellativo di bivacco più bello delle Dolomiti.